# Traverse City
Traverse City är en stad i den amerikanska delstaten Michigan, och med 14 532 invånare är det den största staden i nordliga Michigan. Största delen av staden ligger i Grand Traverse County där den är administrativ huvudort, medan en liten del sträcker ut till Leelanau County.

## Kända personer från Traverse City
- William Milliken, politiker, guvernör i Michigan 1969-1983
- Salem, musikgrupp
- Craig Thompson, serietecknare och författare
- Barry Watson, skådespelare
- David Wayne, skådespelare